# Antônio de Castro Alves
Antônio Frederico de Castro Alves (Cachoeira, Bahía, 14 de marzo de 1847 - Río de Janeiro, 6 de julio de 1871) fue un poeta romántico brasileño, conocido por sus poemas abolicionistas y republicanos.

## Carrera
En 1862 comienza sus estudios de Derecho en la Universidad de Recife, y fue líder estudiantil, en esta época escribió sus primeros poemas Os Escravos y A Cachoeira de Paulo Afonso.[cita requerida]
En 1867 abandonó Recife y regresó a Bahía, donde escribe la obra Gonzaga. Luego se mudó a Río de Janeiro, donde conoció importantes personalidades como José de Alencar, Francisco Otaviano y Machado de Assis.
Más tarde se traslada a San Pablo donde se reúne con importantes políticos y escritores, como Rui Barbosa, Joaquim Nabuco, Rodrigues Alves, Afonso Pena y Bias Fortes. El 11 de noviembre de 1868, mientras cazaba en las afueras de la ciudad, es herido por un tiro en el talón y su pie izquierdo debe ser amputado.
Su poesía se centra más que nada en temas humanísticos y sociales, versando principalmente contra el tráfico de esclavos y propugnando la abolición de la esclavitud. Su popularidad y reconocimiento como poeta fueron un importante apoyo a la campaña en favor de la promulgación de la Ley de libertad de vientres de 1871, prohibiendo la esclavitud a hijos de esclavos.Ingresó a la Academia Brasileña de Letras, donde ocupó la silla número 7.
Contrae tuberculosis y fallece en 1871, joven solo con 24 años.[cita requerida]

## Obra
- 1870 Espumas Flutuantes.
- Os escravos.
- Gonzaga ou a Revolução de Minas.
- Cachoeira de Paulo Afonso.
- Vozes D'África.
- O Navio Negreiro.

Escribió además de poesía, sobre temas históricos.